# Alex Wurman
Alex Wurman (Chicago, 5 de Outubro de 1966) é um compositor norte-americano, filho de Hans Wurman.
Em 1999, Alex Wurman inicia a primeira colaboração com o diretor de filmes Ron Shelton, compondo para o filme "O Ringue" (Play It to the Bone), com Woody Harrelson e Antonio Banderas. Com a parceria Wurman/Shelton, compõem em 2003 para o filme "Homicídio em Hollywood" (Hollywood Homicide), com Harrison Ford e Josh Hartnett.

## Biografia
Wurman freqüentou Oak Park e River Forest High School em Oak Park, Illinois e a Academia de Artes de Chicago. Ele passou a estudar na Universidade de Miami em Coral Gables e mais tarde no Conservatório Americano de Música em Chicago. O pai do nativo de Chicago, Hans Wurman, foi um arranjador e compositor, que encantou o mundo da música eletrônica ao gravar música no primeiro sintetizador Moog.